# Elephas planifrons
Elephas planifrons és una espècie d'elefant prehistòric que visqué durant el Pliocè i el Plistocè. Se n'han trobat restes fòssils a Àfrica i Àsia. Es creu que és l'avantpassat directe de l'elefant asiàtic (E. maximus).